# John Arthur Pilcher
Sir John Arthur Pilcher GCMG (1965) (* 6. Mai 1912 in Quetta, Britisch-Indien; † 1990) war ein britischer Diplomat.
Pilcher studierte an der Shrewbbury und am Clare College in Cambridge. Er heiratete 1942 Delia Margret Taylor, mit der er eine Tochter hatte. Am 24. Oktober 1935 trat Pilcher in den auswärtigen Dienst. Am 25. November 1935 wurde er zum Probationer Vice-Consul in Tokio ernannt. Am 28. Mai 1940 wurde er Vice-Consul in Cina. 1952 war er als Presseattaché in Rom tätig. Botschafter war er von 1959 bis 1963 in Manila (Philippinen), von 1965 bis 1957 in Wien (Österreich) und von 1967 bis 1972 in Tokio (Japan). In einem Brief an Alec Douglas-Home vom 8. Juni 1972 erklärte er, dass sich Japaner häufig in Etikette erschöpfen. 1973 wurde er in den Ruhestand versetzt und Mitglied der Trilateralen Kommission.
Sein Bruder Graham Hope Pilcher war der Ehemann der Schriftstellerin Rosamunde Pilcher.